# Fórmula de classe numérica
Em teoria dos números, a fórmula de classe numérica relaciona muitas invariantes importantes de um corpo numérico algébrico a um valor especial de sua função zeta de Dedekind.